# Virus, il mago della foresta morta
Virus, il mago della foresta morta è una serie a fumetti italiana di fantascienza avventurosa ideata da Federico Pedrocchi ed esordita nel 1939 sul periodico L'Audace e poi sul settimanale Topolino pubblicati dalla Mondadori; venne disegnato inizialmente da Walter Molino e, dal 1940, da Antonio Canale. Dai toni cupi e orrorifici, fu uno dei primi fumetti italiani di genere fantascientifico drammatico.

## Storia editoriale
La serie venne ideata da Federico Pedrocchi, per i testi, e dal disegnatore Walter Molino ed esordì sul periodico L'Audace - a partire dal n. 329 - pubblicato dall'Arnoldo Mondadori, allora A.P.I. - Anonima Periodici Italiana, nel 1939 per poi proseguire su Topolino sempre dello stesso editore. Dopo un'interruzione viene ripresa, sempre su Topolino ma disegnata da Antonio Canale, sempre su testi di Pedrocchi. Successivamente le storie realizzate da Molino venne ristampata sulla seconda serie della collana Albi d'Oro e poi da altri editori su riviste come L'Avventuroso della Casa Editrice Nerbini e su pubblicazioni della Comic Art.

## Trama
Virus è uno scienziato pazzo intenzionato a conquistare il mondo e a sottometterlo al suo volere. Per fare ciò si avvale delle sue futuristiche invenzioni come una macchina per il teletrasporto, in grado di smaterializzare un corpo e di farlo riapparire a distanza. Riesce inoltre a ridare vita ad antichissime mummie custodite nei musei sparsi per il mondo, e a governare i raggi del sole con altri suoi macchinari.

## Personaggi
Virus, "il mago della foresta morta", è il classico scienziato pazzo e megalomane che vuole conquistare il mondo. Tra l'altro è capace di comunicare telepaticamente, di richiamare in vita i morti e di catturare i raggi del sole grazie a una cellula fotoelettrica di sua invenzione. Assistito nei suoi folli progetti dal servo indiano Tirmud e combattuto con grande determinazione dal giovane Piero e da suo zio, Virus viene di volta in volta sconfitto ma è sempre desideroso di assoggettare l'intera umanità al suo potere. Tirmud, personaggio misterioso, è il più fedele alleato dello scienziato.
L'ingegnere Roberto e suo nipote Piero (nomi italiani per i "buoni", come voleva la cultura fascista) sono gli eroi, nonché avversari di Virus, che lo contrastano nei suoi piani diabolici di conquista.

## Influenza culturale
Il personaggio di Virus, nei primi anni settanta, fu fonte di ispirazione per Bonelli per dare vita al suo Hellingen, altro scienziato pazzo votato al male, nelle storie di Zagor.